# Иона (Лушаков)
Иона Лушаков (1671 — после 1741) — архимандрит Великолукского Троице-Сергиева монастыря Русской православной церкви. 

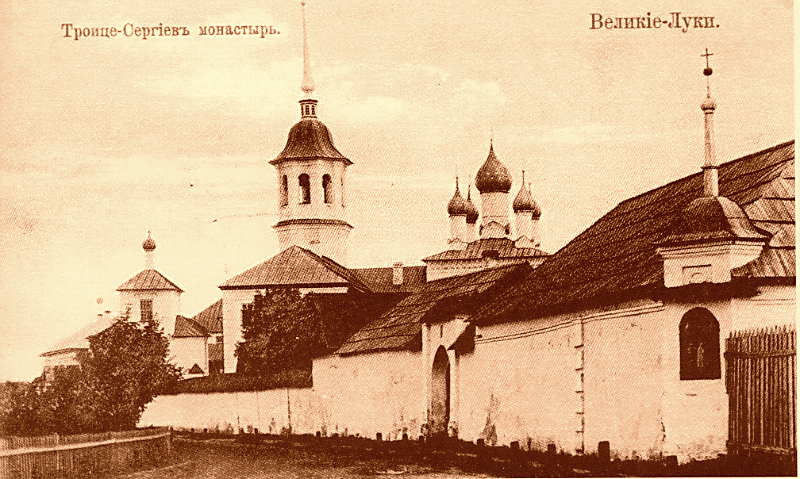
Троице-Сергиев монастырь

«Рейтарский сын»; родился в 1671 году; больше сведений о его мирской жизни не найдено. 
С 1730 года Иона Лушаков служил настоятелем Троице-Сергиева монастыря в городе Великие Луки, но в 1738 году, по требованию Тайной канцелярии, был лишен сана и сослан в Ордейскую пустынь на неисходное пребывание. 
1 февраля 1741 года правительница (регент) Российской империи (при малолетнем императоре Иване VI) из Мекленбургского дома Анна Леопольдовна вернула его из заточения и дала отцу Иону право избрать себе настоятельство в любом монастыре или хотя бы местожительство, если старость и слепота не позволяют ему принять на себя настоятельство. 
О дальнейшей судьбе Иона Лушакова сведений не сохранилось.